# Tania Kovats
Tania Kovats (nascida em 1966) é uma artista visual inglesa, mais conhecida por sua escultura, arte de instalação e desenho.
Um tema central do trabalho de Kovats é como a arte pode comunicar nossa relação com a natureza e ela é uma defensora da importância do desenho como uma disciplina, celebrando o desenho em sua forma expandida.

## Vida e carreira

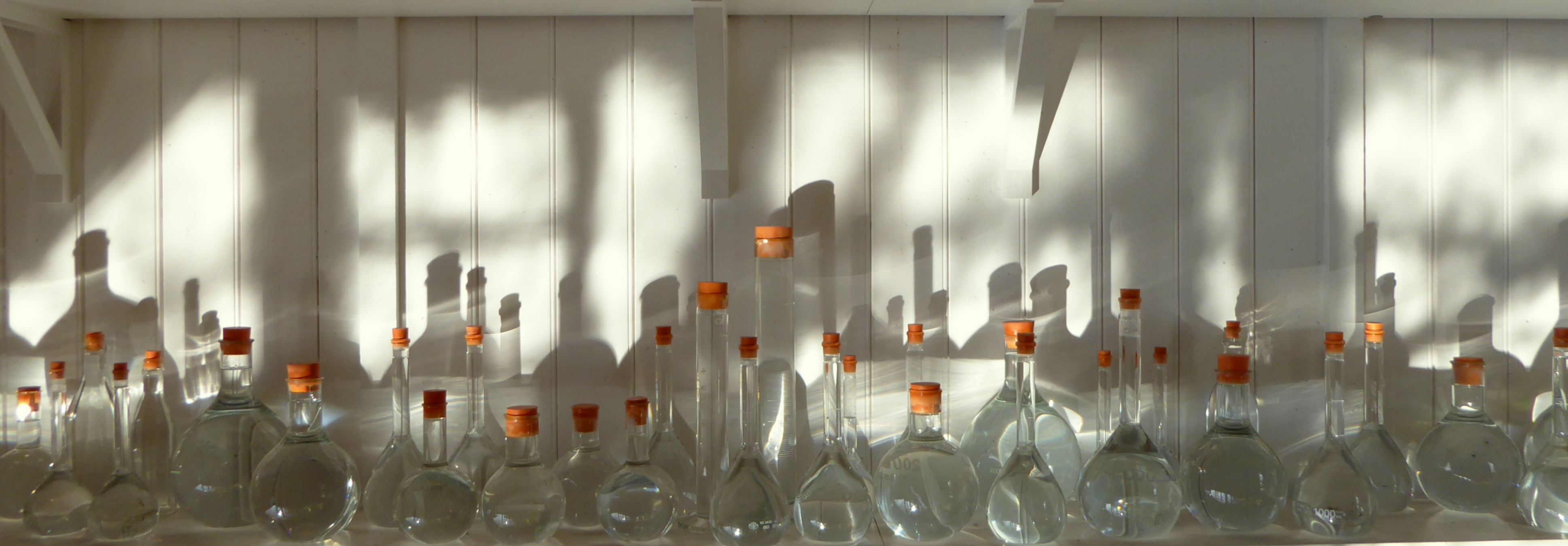
Obra Rivers de Tania Kovats (2010, Jupiter Artland)

Kovats nasceu em 1966 em Brighton, Inglaterra. Ela estudou seu BA na Newcastle Polytechnic 1985–88, e completou um MA no Royal College of Art, Londres, em 1990.
Em 1991, Kovats ganhou o Barclays Young Artist Award, realizado na Serpentine Gallery, por seu trabalho Blind Paradigm. Ela ganhou destaque como artista após ganhar este prêmio, que apoia recém-formados em programas de pós-graduação. Ela continuou a exibir seu trabalho extensivamente em todo o Reino Unido e internacionalmente.
Um dos primeiros trabalhos de Kovats, Virgin in a Condom (1992), atraiu muita atenção pública e controvérsia, principalmente quando foi exibido na Nova Zelândia.
Kovats é bem conhecido por TREE (2009), a primeira obra de arte pública permanente no Museu de História Natural de Londres. A obra de arte foi encomendada pelo museu para comemorar o bicentenário do nascimento de Charles Darwin. Kovats se inspirou em um desenho feito por Darwin em um de seus cadernos, em que suas notas escritas se transformam em desenhos, já que ele não consegue mais colocar seus pensamentos em palavras. O artista venceu o concurso Darwin's Canopy para projetar esta instalação, na qual uma fatia estreita de 70 metros de um carvalho caído de 200 anos é embutida no teto da galeria mezanino do museu. Para Kovats, a árvore " é uma coisa real e também uma intervenção escultural e, como tal, pode ocupar o seu lugar entre as outras coisas reais alojadas na coleção ". Kovats continuou a ser informada por Darwin, visto que em Dezembro de 2009 ela visitou as Ilhas Galápagos e trabalhou com a Fundação Charles Darwin no âmbito do Programa de Residência dos Artistas Gulbenkian Galápagos. Trabalhos realizados durante a residência de Kovats, ao lado de outros artistas que nela participaram, formaram uma exposição que percorreu Edimburgo, Liverpool e Lisboa.
Muitas das obras de arte de Kovat fazem referência ao tema da água. Em 2012, Kovats concluiu a grande instalação Rivers, um projeto de arte pública encomendado por Jupiter Artland, Escócia. A obra de arte exibe espécimes de água coletados em 100 rios em toda a Grã-Bretanha, armazenados em potes dentro de uma casa de barcos no terreno do parque de esculturas. Ela fez uma série chamada de desenhos da Marca do Mar, na qual desenha a superfície do mar olhando para o horizonte, usando simples marcas pintadas de azul no papel. Em 2014, Kovats realizou uma importante exposição individual, Oceans, na The Fuitmarket Gallery, Edimburgo, na qual o trabalho derivou da sua preocupação com o mar.
O desenho é um elemento-chave da prática artística e da pesquisa de Kovats. Kovats escreveu extensivamente sobre desenho, incluindo duas publicações sobre o assunto, The Drawing Book: A Survey of Drawing: The Primary Means of Expression e Drawing Water: Drawing as a Mechanism for Exploration, publicado pela Fruitmarket Gallery. A carreira de professor de Kovats inclui líder do curso de MA em Desenho no Wimbledon College of Art, University of the Arts London, 2013–2018, e Professor de Desenho na Bath Spa University, 2018-2020. Em 2020, Kovats começou seu papel como professora de ensino e pesquisa em Duncan, Jordanstone College of Art & Design, University of Dundee. Kovats é um defensor do ensino de desenho dentro do currículo e do desenvolvimento de pesquisas sobre desenho em todas as disciplinas.

## Exposições selecionadas
- Head to Mouth, Berwick Visual Arts, Berwick-upon-Tweed, 2019.[18]
- Troubled Waters, Phoenix Gallery, Exeter, 2018.[19]
- Evaporation, Museum of Science and Industry, Manchester, 2015/16.[20]
- Marca d'água, Pippy Houldsworth Gallery, Londres, 2015.[21]
- Oceans, The Fruitmarket Gallery, Edimburgo, 2014.[22]
- Galápagos, CAM, Lisboa 2013.[23]
- Rivers, Jupiter Artland, Edimburgo 2012.[24]
- A Duck for Mr Darwin, Baltic, Gateshead 2009.[25]

## Coleções
- British Council[26]
- Arts Council Collection[27]
- Victoria and Albert Museum[28]
- Government Art Collection, Reino Unido[29]